# 李位 (辽朝)
李位，辽朝官员，父亲李继成，母亲马氏。
李位是李继成的次子，在辽兴宗重熙十三年（1044年）官至银青崇禄大夫、检校司徒、行卫尉少卿、前知大定少尹事、兼侍御史、护军、永丰库都监，陇西县开国子、食邑五百户。

## 家族
- 高祖父：李无裕，辽兴军掌书记
  - 曾祖父：李审藂，安次县令
    - 祖父：李凝，卢龙军观察判官
      - 父：李继成，朝议郎、尚书水部郎中、守幽都府蓟北县令
        - 长兄：李宅相，未仕
        - 李位
          - 长子：李长卿，乡贡进士
          - 次子：李舜卿，登仕郎、守秘书省校书郎、武骑尉
          - 三子：李晋卿，乡贡进士
          - 四子：李钵哥[2]